# Iglesia de San Martín (Apodaca)
La iglesia de San Martín es un edificio situado en el concejo español de Apodaca, en la provincia de Álava.

## Descripción
El edificio se encuentra en el concejo español de Apodaca, del municipio de Cigoitia, perteneciente a la provincia de Álava, en la comunidad autónoma del País Vasco. Se menciona como iglesia parroquial del lugar en el segundo volumen del Diccionario geográfico-estadístico-histórico de España y sus posesiones de Ultramar de Pascual Madoz, donde aparece descrita con las siguientes palabras: «la igl. parr. (San Martin ob.) está servida por un beneficiado». En el tomo de la Geografía general del País Vasco-Navarro dedicado a Álava y escrito por Vicente Vera y López, se dice lo siguiente: «Tiene una parroquia dedicada á San Martín, que estuvo servida por dos beneficiados; en la actualidad es de categoría rural de segunda clase y pertenece al arciprestazgo de Armentia».